# Wattenwyl (Patrizierfamilie)

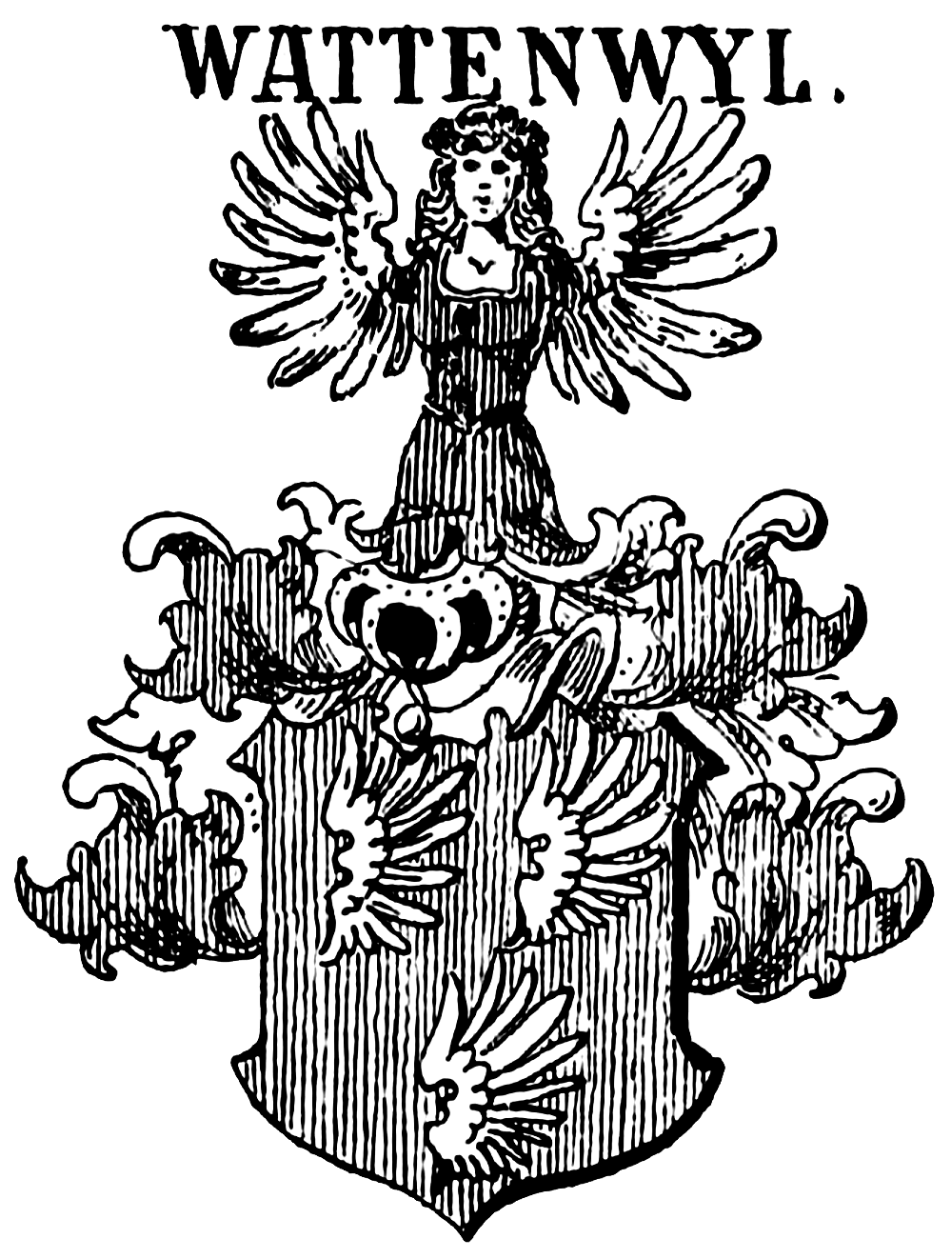
Wappen derer von Wattenwyl

Die Familie von Wattenwyl ([ˌʋatənˈʋiːl]), französisch de Watteville, ist eine aus Wattenwil, später aus Thun stammende Berner Patrizierfamilie, die seit dem frühen 13. Jahrhundert das Burgerrecht der Stadt Bern besitzt und heute der Gesellschaft zu Pfistern und der Gesellschaft zum Distelzwang angehört.

## Geschichte
Die Wattenwyl waren ein regierendes Geschlecht in Bern (siehe: Patriziat von Bern). Sie beginnen ihre sichere Stammreihe mit Jacob von Wattenwyl, urkundlich 1356 bis 1395 Burger zu Thun. Sein Sohn Gerhart erwarb um 1400 das Burgerrecht zu Bern. Von 1410 bis zum Untergang 1798 war die Familie Mitglied des Großen Rates der Stadt und Republik Bern, auch während der Restauration 1813 bis 1831. Niklaus von Wattenwyl, Mitglied des Großen und Kleinen Rates und Venner von Pfistern zu Bern, erhielt am 10. Oktober 1453 einen kaiserlichen Wappenbrief.
Mitte des 18. Jahrhunderts adoptierte Friedrich von Wattenwiyl Johann Michael Langguth, der sich nun Johannes von Watteville nannte. Er heiratete im Jahr 1846 Henriette Benigna Justine, Tochter des Nikolaus Ludwig von Zinzendorf. Sie hinterließen vier in Herrnhut geborene Kinder: Johann Ludwig (1752–1784), Anna Dorothea Elisabeth (⚭ Hans Christian Alexander von Schweinitz), Marie Justine (⚭ Heinrich LV. Graf von Reuß) und Johann Christian (1766–1786).
Friedrichs älterer Bruder Nikolaus von Wattenwiyl war in Bern geboren und ebenda verheiratet mit der Tochter eines Mitglieds des Berner großen Rats, Marianne von Wyss. Sie hatten drei Kinder: Marianne, Friedrich Rudolph und Johann Rudolph.
Friedrich Rudolph (* 1. Januar 1738 in Montmirail; † 18. Januar 1811) war Mitglied der Direktion der evangelischen Brüderunität. Mit Elisabeth Gräfin von Zinzendorf und Pottendorf († 11. Februar 1807) hatte er zwei Töchter, die in ihrem ersten bzw. neunten Jahr verstarben. Seine Frau vererbte ihm unter anderem durch ihr eigenes Erbe ihrer Schwestern Marie Agnes und Benigna Justina die Güter Trebus, Spreehammer, Niesky, Stannewisch, Oberrennersdorf, Groshennersdorf, Berthelsdorf und Pawlowitzke. Im August 1807 wurde er mit Groshennersdorf, Oberrennersdorf und Berthelsdorf belehnt. Alle diese Güter vererbte er per Testament an Charlotte Sophie Gräfin von Einsiedel.
Friedrich Rudolphs Bruder Johann Rudolph (* 22. Juli 1747 in Bern; † 6. August 1819 in Herrnhut) hatte mit Maria Perpetua Planta von Wildenberg (* 6. Mai 1752 in Chiavenna; † 14. Mai 1802 in Gnadenfeld) drei Töchter Marianne Elisabeth (⚭ Friedrich Ludwig von Tschirschky), Antoinette Theresie (⚭ Friedrich Christian von Schweinitz) und Sophie Henriette Perpetua (⚭ Ludwig Franz Ernst von Wrochem), und einen Sohn Friedrich, der im ersten Lebensjahr verstarb.

## Wappen
| Wappen der Familie von Wattenwyl (de Watteville) | Blasonierung: «In Rot drei (2:1) silberne Flügel. Auf dem Helm mit rot-silbernen Helmdecken ein gekrönter, rot-gekleideter Frauenrumpf mit silbernen Flügeln an Stelle der Arme. Wappenspruch: „Sub umbra alarum tuarum protege nos, Domine (Beschütze uns im Schatten deiner Flügel, Herr.).“» |
| Wappen der Familie von Wattenwyl (de Watteville) | |

## Personen
Zweig Pfistern

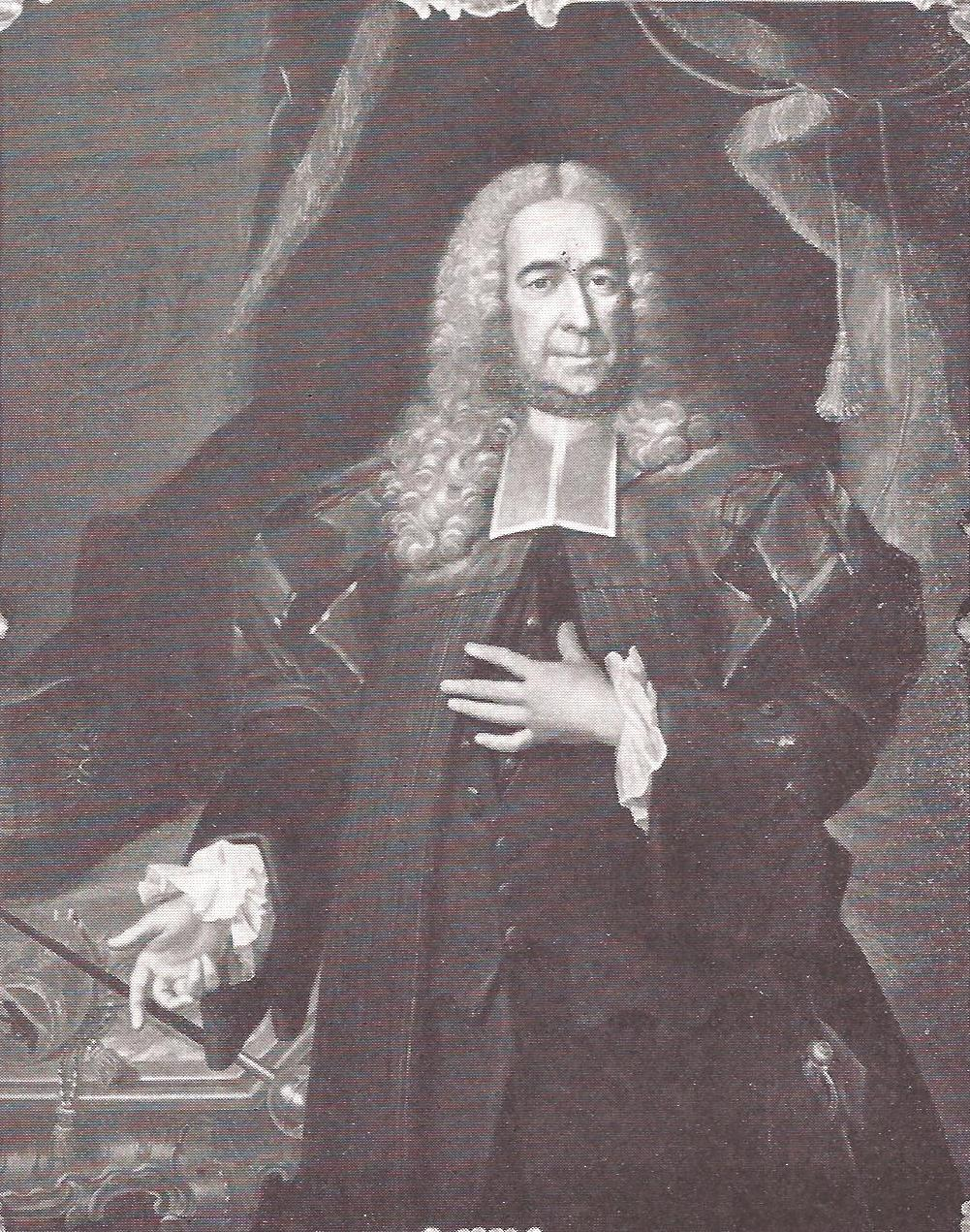
Karl Emanuel von Wattenwyl (1684–1754), Gemälde von Jakob Emanuel Handmann (1753)

- Jakob von Wattenwyl (1466–1525), Handelsherr, Kleinrat, Schultheiss zu Thun und Bern, Anführer der Berner im Schwabenkrieg
- Niklaus von Wattenwyl (1492–1551), Stiftspropst, Herr zu Wil, Mitglied des Grossen Rats
- Hans Jakob von Wattenwyl (1506–1560), Schultheiss von Bern
- Johann von Wattenwyl (1541–1604), Schultheiss von Bern
- Jean Charles de Watteville (1628–1699), Marqués de Confláns, spanischer Botschafter in England
- Ludwig von Wattenwyl (1669–1740), Schweizer Politiker und Oberst
- Karl Emanuel von Wattenwyl (1684–1754), Schweizer Jurist und Schultheiss
- Niklaus von Wattenwyl (1695–1783), Bankier und Pietist
- Friedrich von Wattenwyl (1700–1777), Bischof der Herrnhuter Brüdergemeine und Gründer des Senfkorn-Ordens
- Alexander Ludwig von Wattenwyl (1714–1780), Schweizer Historiker und Politiker
- Johannes von Watteville (1718–1788), Bischof und Missionar der Herrnhuter Brüdergemeine
- Niklaus Rudolf von Wattenwyl (1760–1832), Schweizer General
- Albrecht Rudolf von Wattenwyl (1789–1812), Schweizer Oberstleutnant in französischen Diensten
- Bernhard Friedrich von Wattenwyl (1801–1881), Rechtsanwalt und Anführer eines Freikorps während der Julirevolution von 1830
- Eduard von Wattenwyl (1815–1890), evangelischer Geistlicher und Schulleiter
- Eduard von Wattenwyl (1820–1874), Jurist, Gutsbesitzer und Politiker
- Anna von Wattenwyl (1841–1927), Schweizer Pionierin der Heilsarmee
- Friedrich von Wattenwyl (1852–1912), Schweizer Politiker
- Friedrich Moritz von Wattenwyl (1867–1942), Schweizer Generalstabsoffizier
- Alix de Watteville (1889–1964), Schweizer Schriftstellerin
- Vivienne von Wattenwyl (1900–1957), Jägerin, Schriftstellerin, Fotografin, Tochter des Bernhard Perceval von Wattenwyl
- Rose Alice Antoinette von Wattenwyl (1912–1997), Gattin des Kunstmalers Balthus
- Jacques de Watteville (* 1951), Schweizer Diplomat
- Stewy von Wattenwyl (* 1962), Schweizer Jazzmusiker
- Moussia von Wattenwyl (* 1971), Lehrerin, Politikerin
- Dani von Wattenwyl (* 1972), Schweizer Radio- und Fernsehmoderator

Zweig Distelzwang
- Bernhard Perceval von Wattenwyl (1877–1924), Grosswildjäger und Donator des Naturhistorischen Museums Bern
- Joanne von Wattenwyl (* 1976)[6], Schauspielerin

unbekannt
- Charles de Watteville (1605–1670), Militärkommandant und Diplomat im Dienst des spanischen Königs Philipp IV.

## Besitzungen
- Schloss Burgistein (1493–1715), seither im Erbgang bis heute im Besitz der Familie von Graffenried
- 1571 Erwerb der Herrschaft Versoix bei Gex, 1598 Erhebung der Herrschaft Versoix zum Marquisat, 1621 Verlust von Gex mit Versoix an Frankreich.
- Château de Luins (1582–1809)
- Weingut Belletruche (1582–1655)
- 1647 kam das Alte Schloss in Oberdiessbach, Kanton Bern, in den Besitz der Familie. Albrecht von Wattenwyl (1617–1671), Oberst in französischen Diensten unter König Ludwig XIV., ließ dort von 1666 bis 1668 das Neue Schloss Oberdiessbach errichten, das sich bis heute im Familienbesitz befindet. Auch der in der Nähe 1728 errichtete Landsitz Diessenhof gehört bis heute der Familie.
- Schloss Jegenstorf (1675–1720)
- Neues Schloss Oberdiessbach (seit 1647 bis heute) und Landsitz Diessenhof (seit 1728)
- Von-Wattenwyl-Haus, Herrengasse 23 in Bern, 1690 erbaut für die Familie von Büren, 1756 erworben und umgebaut durch David Salomon von Wattenwyl, ca. 200 Jahre im Besitz der Familie. Seit 1954 ist die Burgergemeinde Bern Besitzerin.
- Béatrice-von-Wattenwyl-Haus, Junkerngasse 59 in Bern. Erbaut ab 1705 von der Familie Frisching. Seit 1934 ist die Schweizerische Eidgenossenschaft Besitzerin.
- 1721 Erwerb der Baronie Belp mit Schloss Belp durch Karl Emanuel von Wattenwyl, nachmaligen Schultheißen der Stadt und Republik Bern. 1810 an den Kanton Bern verkauft.
- Neues Schloss Belp (Mitte 18. Jh. – 1811)
- Villa Morillon in Wabern bei Bern (19. Jh.)

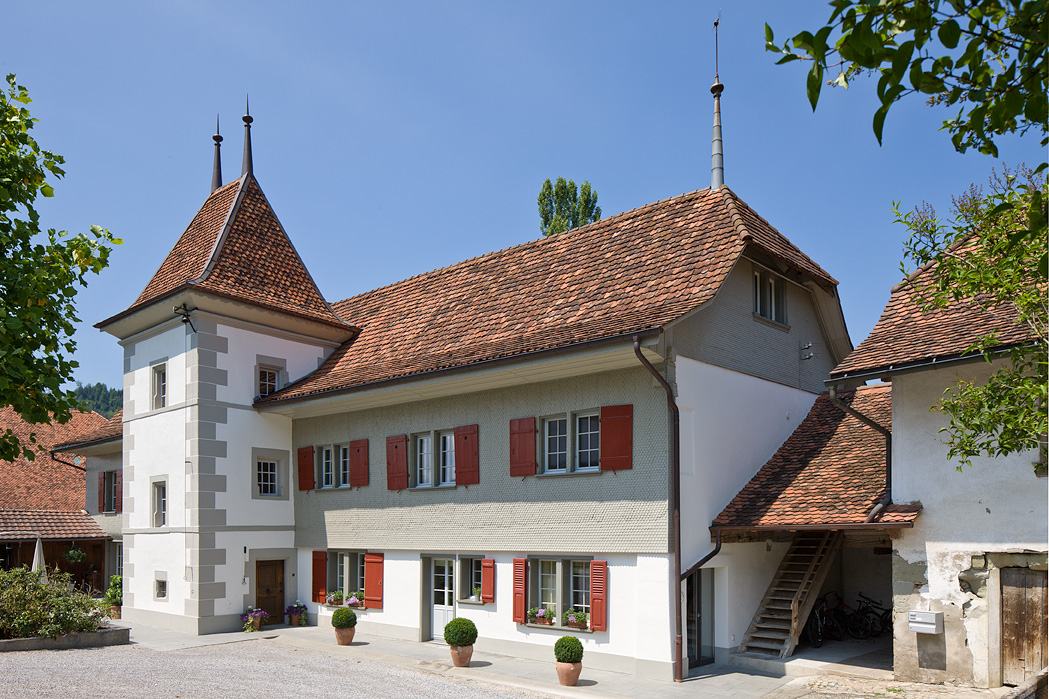
Altes Schloss Oberdiessbach (seit 1647 im Besitz der Familie)
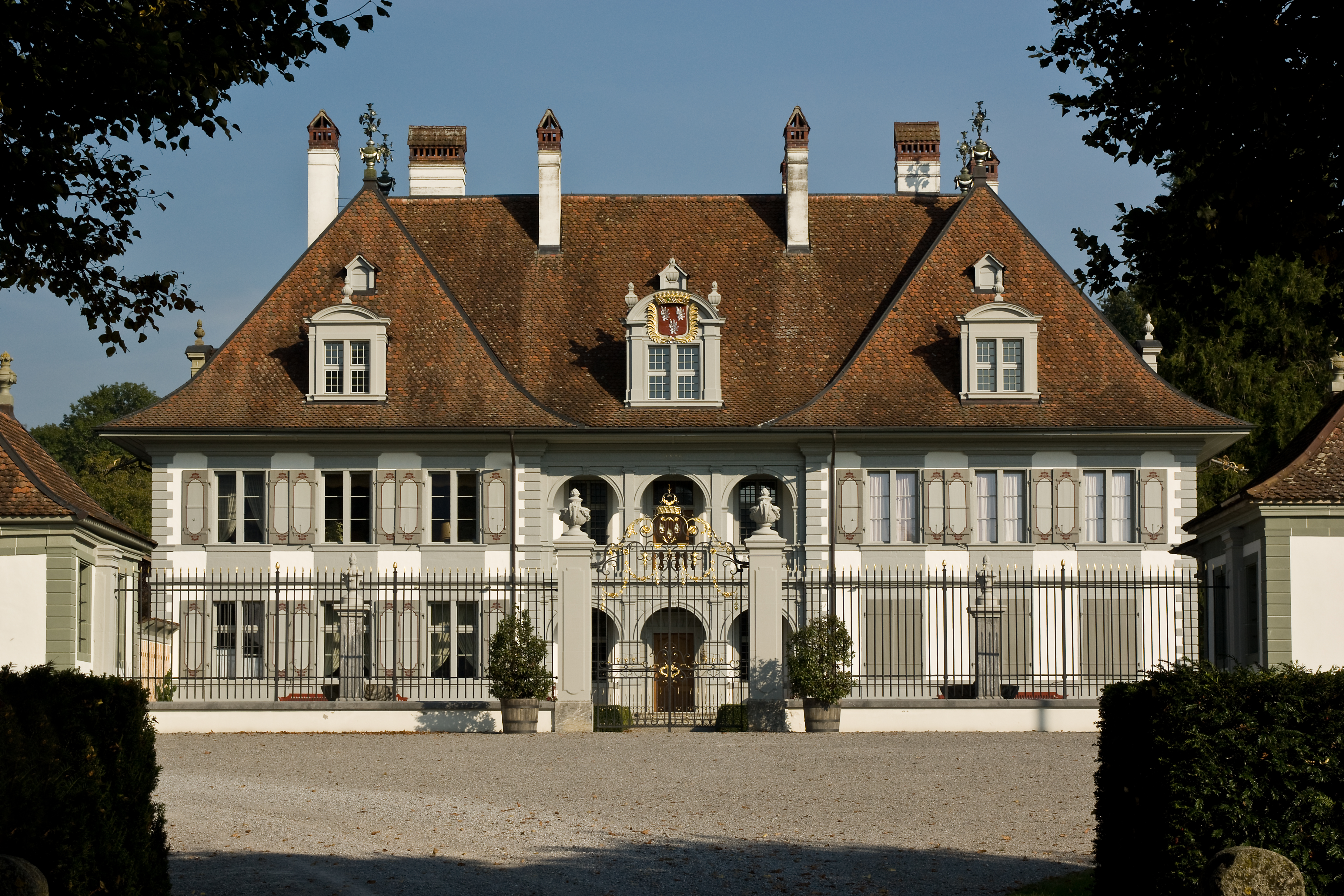
Neues Schloss Oberdiessbach (seit 1666 im Besitz der Familie)
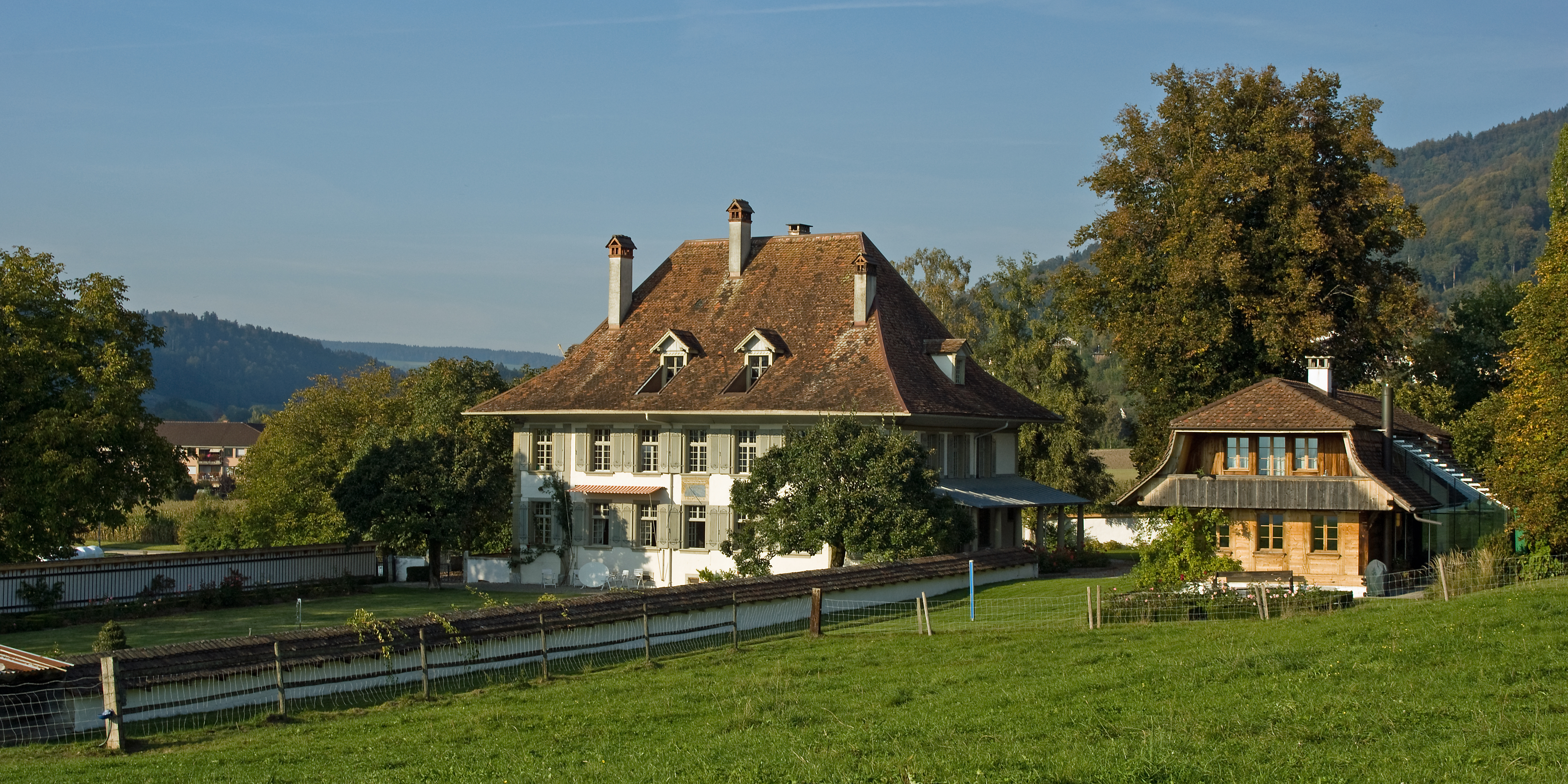
Landsitz Diessenhof, Oberdiessbach (seit 1728 im Besitz der Familie)
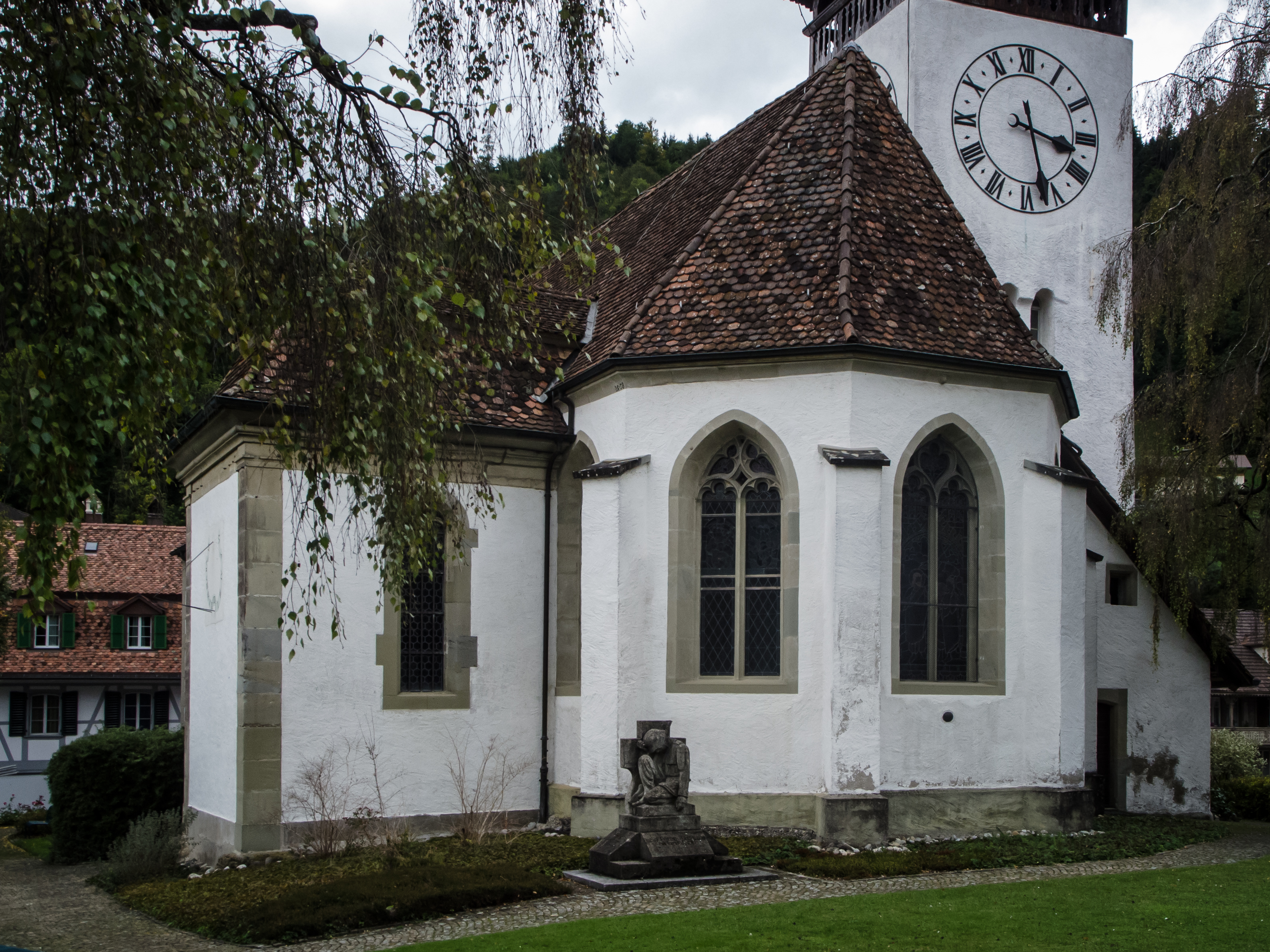
Kirche Oberdiessbach mit Grabkapelle derer von Wattenwyl (links)
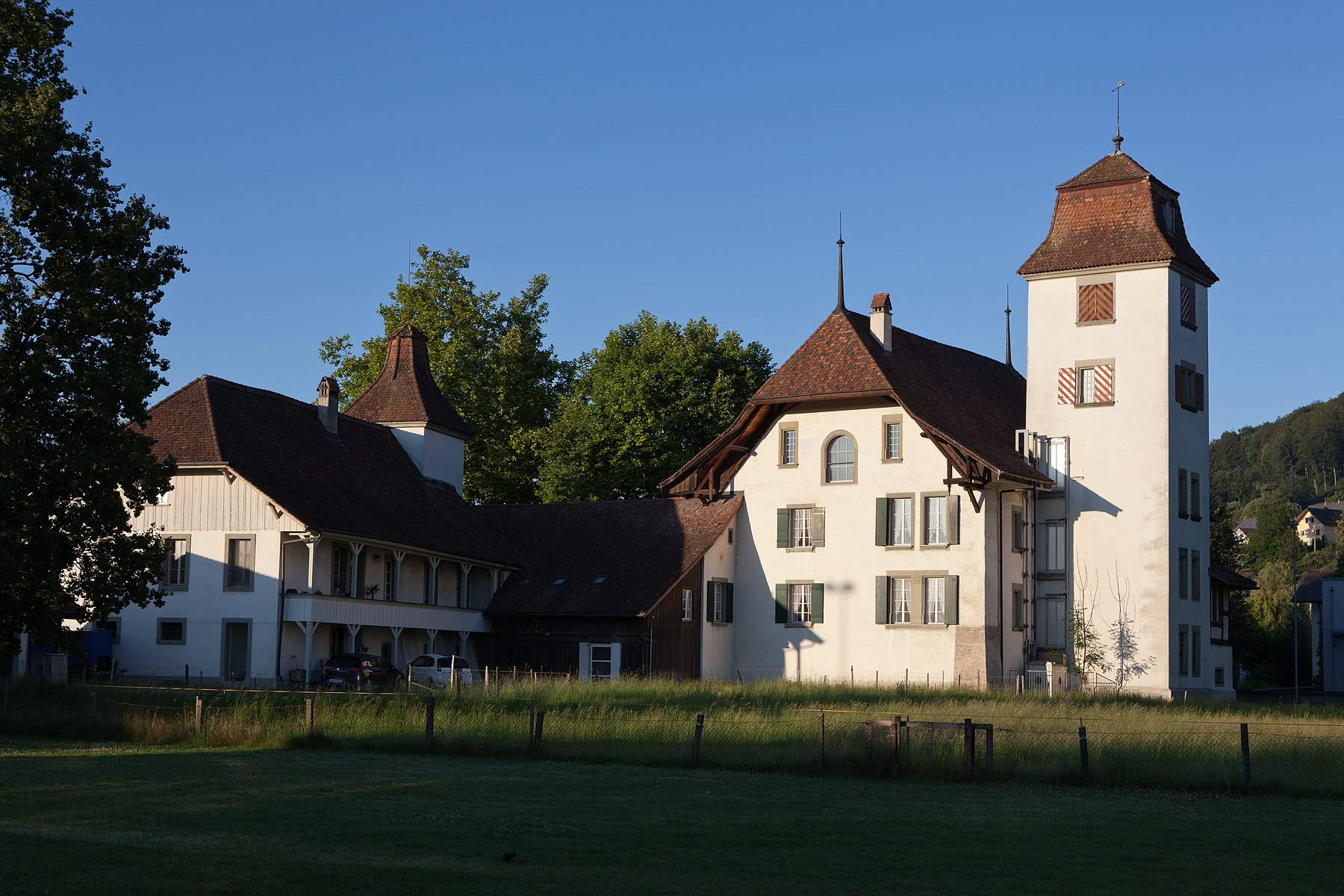
Schloss Belp
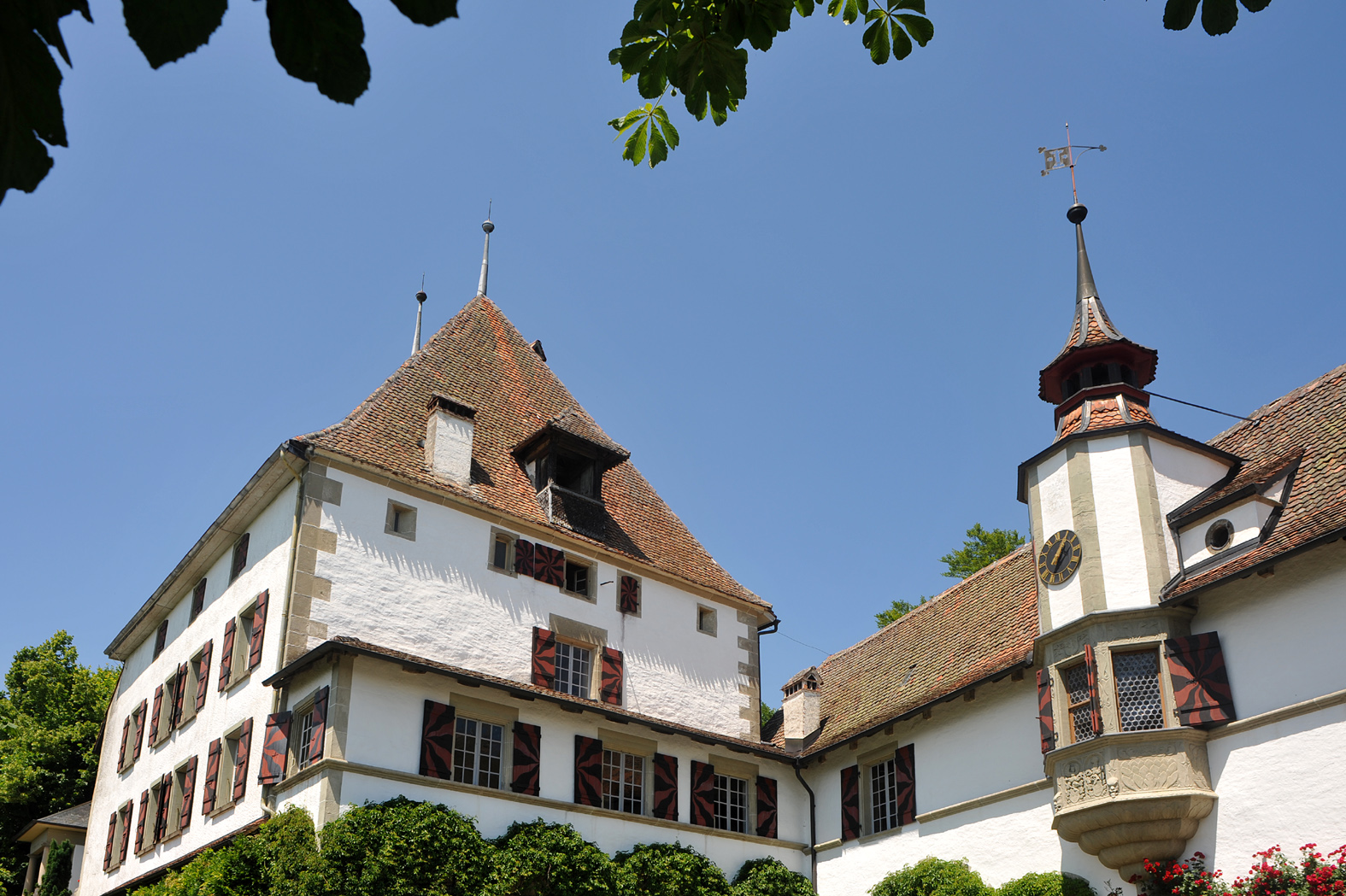
Schloss Burgistein (1493–1715)
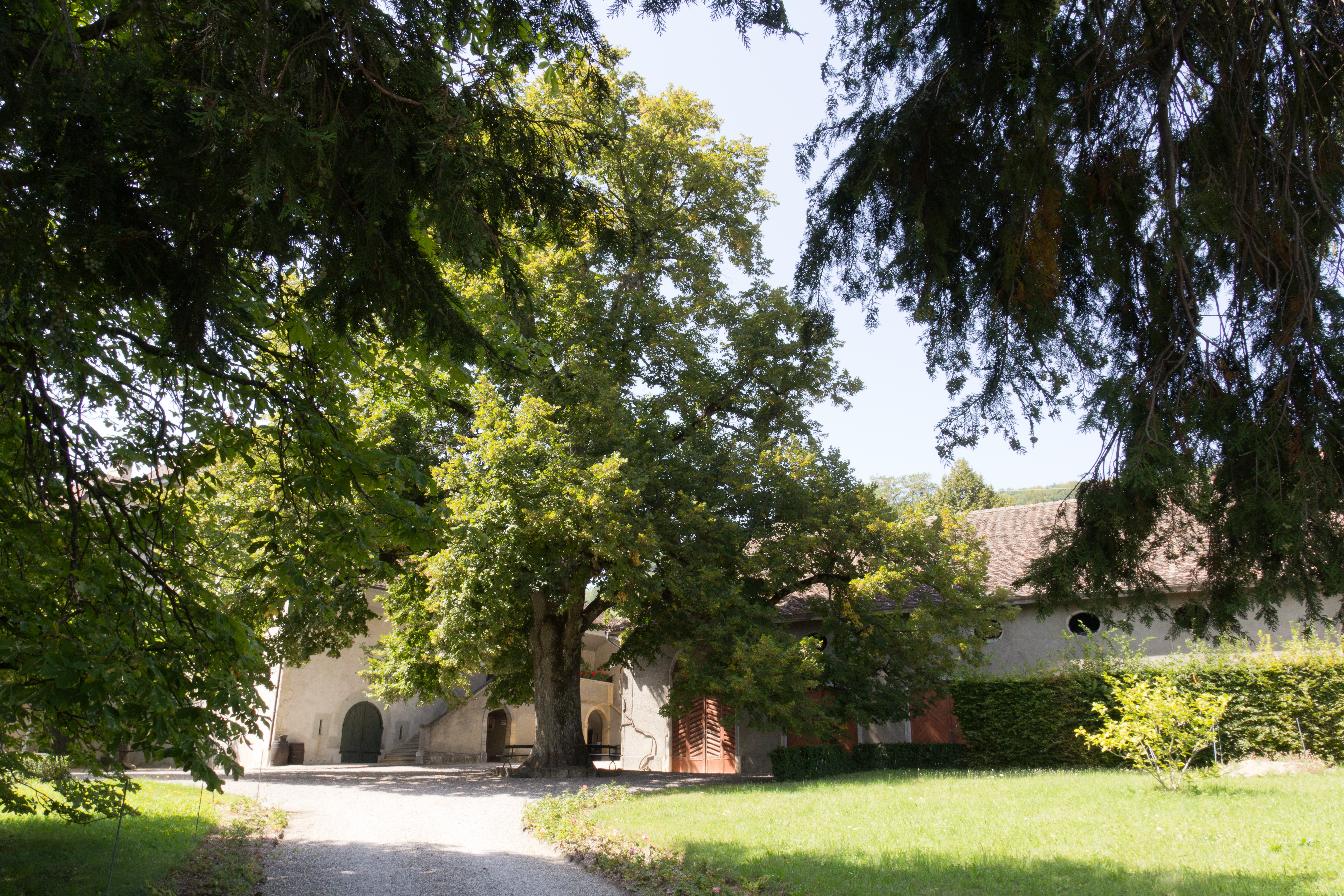
Château de Luins (1582–1809)
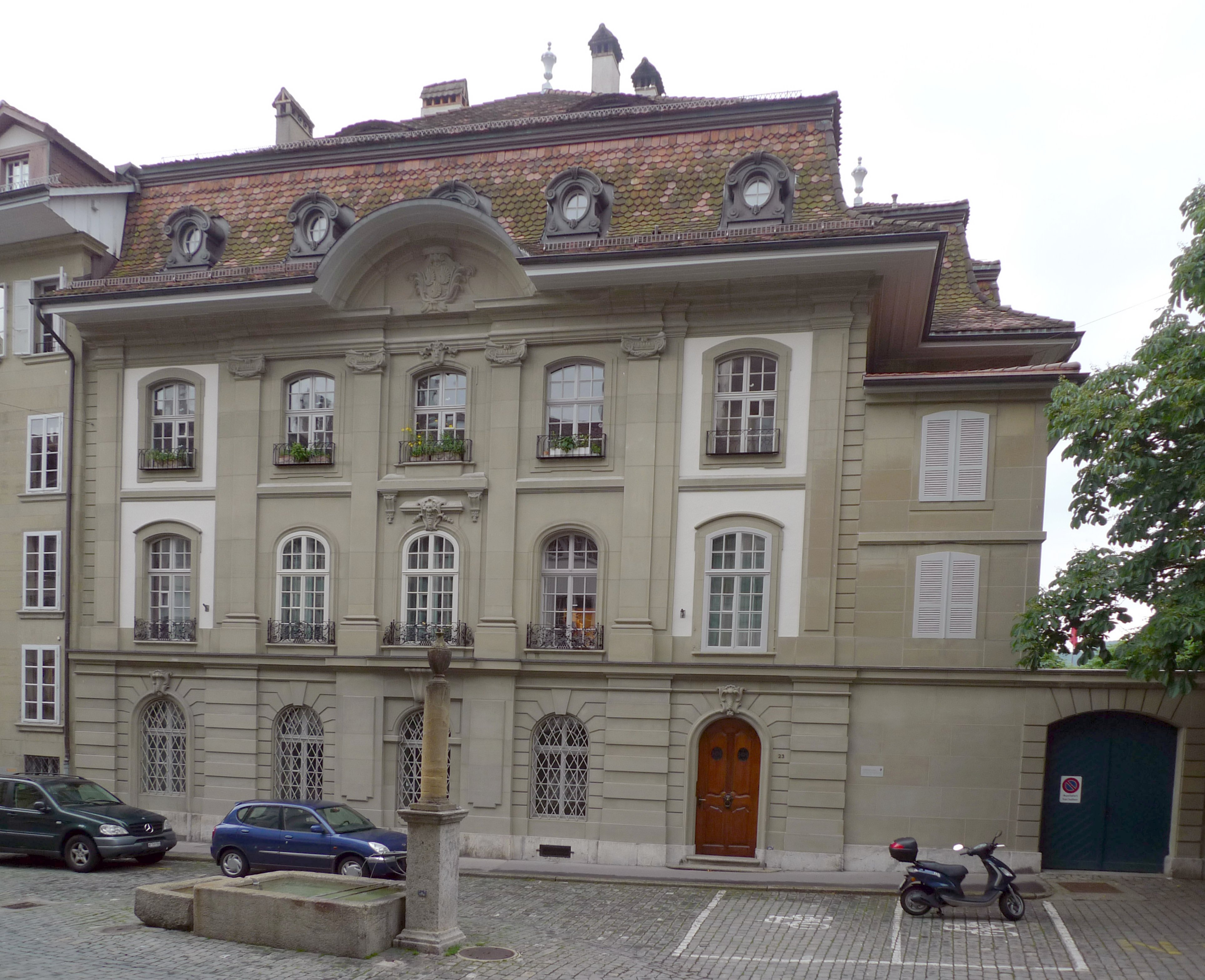
Von-Wattenwyl-Haus, Herrengasse 23 in Bern (1756–1954)
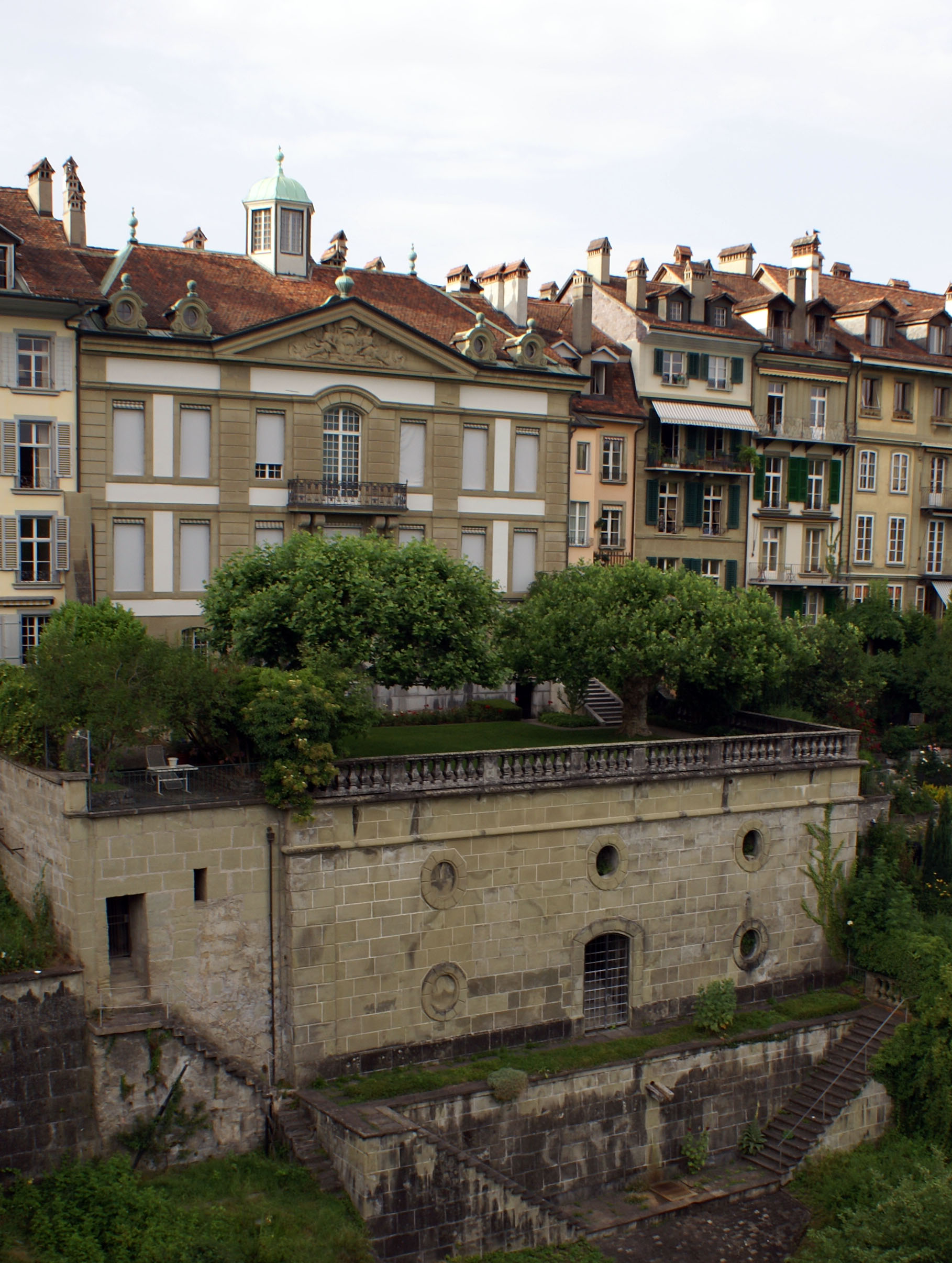
Béatrice-von-Wattenwyl-Haus, Junkerngasse 59 in Bern
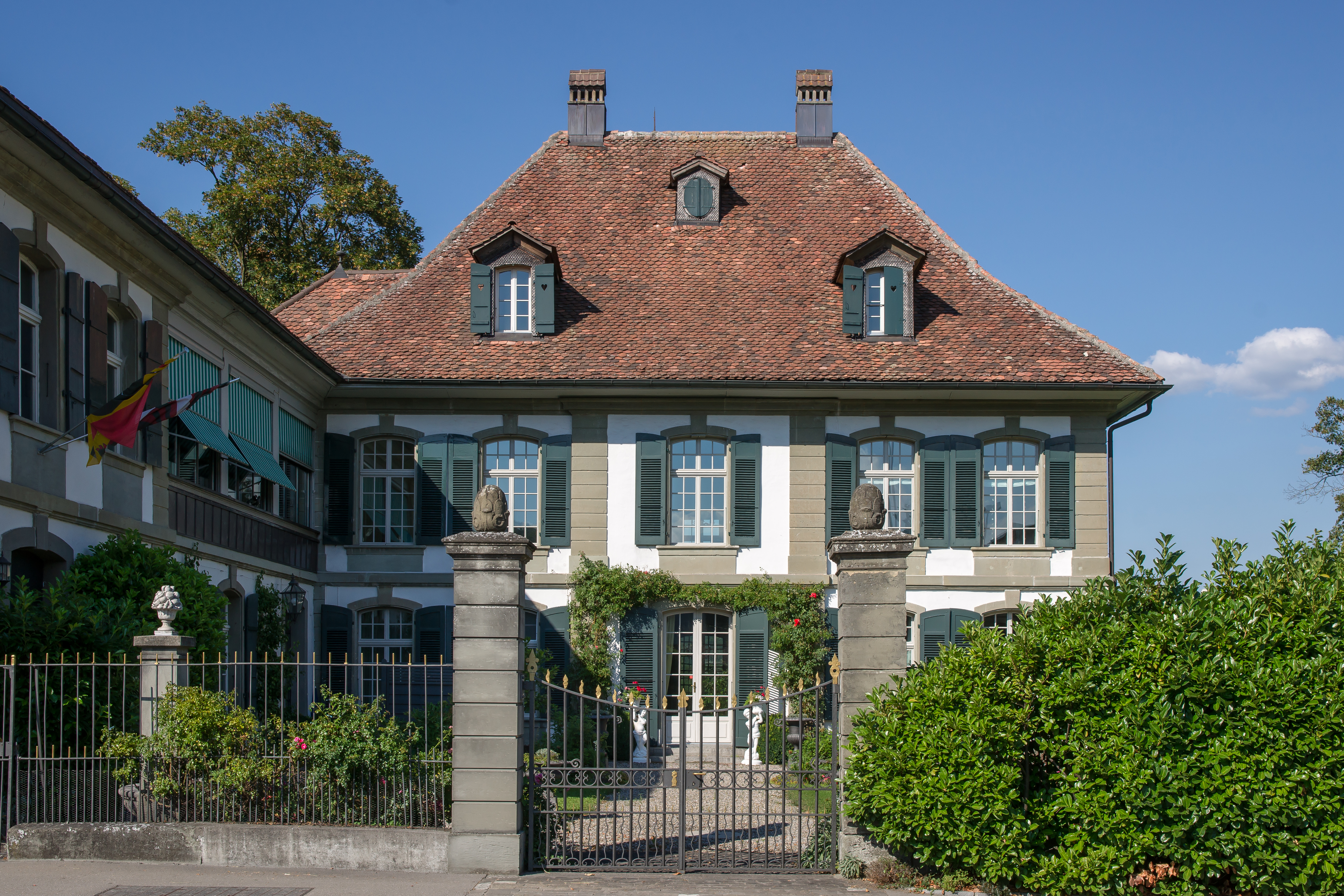
Neues Schloss Belp (Mitte 18. Jh. – 1811)

## Filme
- Kathrin Winzenried: Von Schlossherren, Spioninnen und Grosswildjägern. Erstausstrahlung vom 19. April 2012 auf SF 1.